# Moriarty (New Mexico)
Moriarty ist eine Stadt mit dem Status City im Torrance County im US-Bundesstaat New Mexico.

## Geographie
In einer Entfernung von 50 Kilometern westlich von Moriarty liegt Albuquerque. Santa Fe befindet sich 70 Kilometer entfernt im Norden. Der Interstate-40-Highway verläuft mitten durch die Stadt und ersetzt in diesem Abschnitt die ehemalige Route 66.

## Geschichte
Moriarty verdankt seinen Namen dem aus Iowa stammenden Siedler Michael Timothy Moriarty, der sich im Jahr 1887 mit seiner Familie in der Region niederließ und zunächst eine kleine Ranch betrieb. Als 1903 die Santa Fe Central Railroad, die später von der Atchison, Topeka and Santa Fe Railway übernommen wurde, eine Eisenbahnlinie durch den Ort baute und ein Depot anlegte, wuchs die Bevölkerungszahl an. Der Eisenbahnbetrieb wurde nach wenigen Jahren jedoch wieder eingestellt. Im Jahr 1937 wurde die Straßenverbindung Route 66 von Albuquerque nach Santa Rosa auch durch Moriarty geführt, jedoch in den 1960er Jahren durch die I-40 ersetzt.
Heute ist Moriarty in der Landwirtschaft und im Tourismus aktiv und veranstaltet Paraden, Rodeos, Mud-bogging Wettbewerbe mit Monstertrucks, Soaring sowie in jedem Jahr im Oktober ein Pinto Bean Festival.

## Demografie
Im Jahr 2012 wurde eine Einwohnerzahl von 1868 Personen ermittelt, was eine Zunahme um 5,8 % gegenüber 2000 bedeutet. Das Durchschnittsalter der Bewohner lag im Jahr 2012 mit 35,6 Jahren deutlich unter dem Durchschnittswert von New Mexico, der 45,5 Jahre betrug.
43,7 % der heutigen Einwohner sind hispanischen und 2,0 % indianischen Ursprungs. Weitere Einwanderungsgruppen während der Anfänge der Stadt kamen zu 12,5 % aus Deutschland, zu 10,1 % aus England und zu 9,6 % aus Irland.

## Söhne und Töchter der Stadt
- Toney Anaya (* 1941), Politiker